# 2005
2005 هي سنة بسيطة بدأت يوم السبت من التقويم الغريغوري، وهي السنة الخامسة من الألفية الثالثة والقرن الحادي والعشرين، والسنة السادسة من العقد 2000s.

اعتبرت سنة 2005 السنة الدولية للرياضة والتربية البدنية والسنة الدولية للائتمانات الصغيرة. كما كانت بداية عام 2005 نهاية العقد الدولي للسكان الأصليين في العالم (1995-2005).

## الأحداث

### يناير
- 3 يناير: تصفية محافظ بغداد علي الحيدري.
- 9 يناير: انتخاب محمود عباس رئيسا للسلطة الفلسطينية خلفا للرئيس الراحل ياسر عرفات.
- 12 يناير: انطلاق المكوك الفضائي ديب إمباكت (Deep Impact) من قاعدة كيب كانفيرال الفضائية في ولاية فلوريدا الأمريكية.
- 21 يناير: أول يوم من عيد الأضحى لعام 1425.

### فبراير
- 14 فبراير: اغتيال رفيق الحريري رئيس وزراء لبنان السابق.
- 19 فبراير: وفاة سعد الدين بقدونس، ممثل سوري لقب بشيخ الفنانين.
- 25 فبراير: تفجير انتحاري في مدينة الحلة وسط العراق أدى إلى مقتل أكثر من 120 واصابة 146 آخرين تبناه تنظيم القاعدة.

### مارس
- 14 مارس: بداية ثورة الأرز في لبنان

### أبريل
- 26 أبريل: تحت الضغط الدولي: سوريا تسحب قواتها العسكرية من لبنان والتي تقدر بـ 14000 عسكري والتي أنهت هيمنتها العسكرية للبلاد منذ 29 سنة.

### يونيو
- 2 يونيو - اغتيال سمير قصير
- 21 يونيو - اغتيال جورج حاوي
- 28 يونيو - عملية ريد وينغز

### يوليو
- 23 يوليو - (تفجيرات شرم الشيخ 2005) سلسلة من الهجمات الارهابية التي استهدفت شرم الشيخ المنتجع المصري الهادئ جنوب شبه جزيرة سيناء المصرية، حيث توفي جراء هذه الهجمات ثمانية وثمانون (88) شخصا معظمهم مصريون وجرح ما يزيد عن المائتين (200) شخص من الانفجارات.

### أغسطس
- 1 أغسطس : وفاة ملك المملكة العربية السعودية الملك فهد بن عبدالعزيز ال سعود
- 3 أغسطس: انقلاب أبيض اطاح بـ معاوية ولد سيدي أحمد طايع رئيس جمهورية موريتانيا الإسلامية أثناء وجوده في المملكة العربية السعودية حيث كان يشارك في مراسم التشييع والعزاء بوفاة الملك فهد بن عبد العزيز
- 23 أغسطس: بدء إعصار كاترينا فوق البهاما

### سبتمبر
- 7 سبتمبر: أول انتخابات رئاسية في مصر بعد أن قام الرئيس محمد حسني مبارك بتعديل المادة 76 من الدستور والسماح للأحزاب السياسية بخوض الانتخابات الرئاسية.

### أكتوبر
- 15 أكتوبر - الاستفتاء على الدستور العراقي.
- 19 أكتوبر - بدأ محاكمة الرئيس العراقي المخلوع صدام حسين من قبل المحكمة الجنائية العراقية العليا في قضية الدجيل مع 7 متهمين آخرين.
- 20 أكتوبر - خطف واغتيال المحامي العراقي سعدون الجنابي محامي عواد حمد البندر وعضو هيئة الدفاع عن الرئيس العراقي السابق صدام حسين
- 27 أكتوبر - اندلاع أعمال شغب في باريس وذلك بعد موت اثنين من المسلمين الأفارقة.

### نوفمبر
- 9 نوفمبر - تفجيرات عمان 2005
- 22 نوفمبر - ميكروسوفت تطرح جهاز العابها الجديد اكس بوكس 360 في شمال أمريكا.
- 27 نوفمبر - انعقاد القمة الأوروبية المتوسطية في برشلونة لبحث قضايا الإرهاب، الهجرة غير الشرعية، والإصلاح السياسي.

### ديسمبر
- 12 ديسمبر - اغتيال جبران غسان تويني

## المواليد
- 4 يناير – دافني كين، مُمثلة بريطانية إسبانية.
- 30 يناير - الأمير هاشم بن عبد الله الثاني، ابن الملك عبد الله الثاني بن الحسين وزوجته رانيا العبد الله.
- 10 فبراير – ريو سوزوكي، مُمثلة يابانية.
- 25 فبراير – نواه جوب، مُمثل بريطاني.
- 19 مارس - أحمد سلامة , لاعب النادي الفيصلي الأردني.
- 26 مارس – إيلا أندرسون، مُمثلة أمريكي.
- 26 يونيو – أليكسيا، ابنة الملك فيليم ألكساندر وزوجته ماكسيما ملكة هولندا.
- 25 يوليو – بيارس غاغنون، مُمثل أمريكي.
- 10 أغسطس – سوني سولجيك، مُمثل أمريكي.
- 15 أكتوبر – كريستيان أمير الدنمارك، ابن فريدريك ولي عهد الدنمارك وزوجته ماري أميرة الدنمارك.
- 31 أكتوبر – ليونور أميرة إسبانيا، ابنة فيليب السادس ملك إسبانيا وزوجته ليتيزيا ملكة إسبانيا.
- 3 ديسمبر – سفره ماغنوس أمير النرويج، ابن هاكون ولي عهد النرويج وزوجته ميته ماريت ولية عهد النرويج، وحفيد الملك هارلد الخامس.

## الوفيات

### يناير
- 1 يناير:  ادريانو بولزوني، صحفي وكاتب ومخرج سينمائي إيطالي..
- 1 يناير:  هيرمين، تمثيل.
- 1 يناير:  رون فيتو، تمثيل.
- 1 يناير:  روبرت فورتييه، تمثيل.
- 2 يناير:  دورين داون، تمثيل.
- 3 يناير:  روبرت شو، تمثيل.
- 6 يناير:  أسامة الكرداوي، إخراج.
- 7 يناير:  ريتشارد كلارك، تمثيل.
- 9 يناير:  سهيل كنعان، تأليف.
- 9 يناير:  باري كوكسن، تمثيل.
- 10 يناير:  عادل كامل، تأليف.
- 12 يناير:  أمريش بوري، تمثيل.
- 12 يناير:  ليلى فوزي، تمثيل.
- 14 يناير:  كارل مونر، تمثيل.
- 15 يناير:  سيد الملاح، تمثيل.
- 15 يناير:  روث واريك، تمثيل.
- 17 يناير:  فيرجينيا مايو، تمثيل.
- 18 يناير:  جابرييل برون، تمثيل.
- 20 يناير:  فاروق خورشيد، ديكور.
- 20 يناير:  بارفين بابي، تمثيل.
- 20 يناير:  بيفرلي دينيس، تمثيل.
- 21 يناير:  ستيفن كويت، تمثيل.
- 22 يناير:  باتسي رولاندز، تمثيل.
- 23 يناير:  جوني كارسون، تمثيل.
- 27 يناير:  عبده بدوي، شاعر مصري.
- 28 يناير:  جاك فيليريه، تمثيل.
- 29 يناير:  إفرايم كيشون، مخرج مصري.
- 29 يناير:  جوان تومكينز، تمثيل.
- 30 يناير:  أنور عبد العزيز، إخراج.
- 30 يناير:  لازاروس أندرو، تمثيل.
- 30 يناير:  ماجدة السعدي، تمثيل.

### فبراير
- 16 فبراير:  نيكول ديهوف، تمثيل.
- 20 فبراير:  جون ريت، تمثيل.

- 25 مارس:  إلين نادو، تمثيل.
- 17 مارس : سيف النصر بن سعود بن عبد العزيز آل سعود أمير سعودي.
- 27 مارس: أحمد زكي

### أبريل
- 16 أبريل هيلين لويد بريد،تمثيل.
- 2 أبريل: يوحنا بولس الثاني.
- 23 يونيو: عبدالله الرشود، رئيس اللجنة الشرعية لتنظيم القاعدة في بلاد الحرمين.
- 1 أغسطس: فهد بن عبد العزيز آل سعود، ملك المملكة العربية السعودية الخامس.
- 3 أغسطس: فرانشيسكو سكوليو.
- 8 أغسطس: الداعية الإسلامي أحمد ديدات.
- 12 أكتوبر - غازي كنعان
- 13 نوفمبر - المصارع ايدي جيريرو.
- 18 نوفمبر - حسين الشافعي، نائب رئيس جمهورية مصر العربية.
- 25 نوفمبر - جورج بست لاعب مانشستر يونايتد.
- 13 ديسمبر - علي عبد الله جابر، إمام الحرم المكي

## جوائز عالمية

### جائزة نوبل
- في الفيزياء – مناصفة بين الأمريكيين جون هول وروي غلبور والألماني ثيودور هينش.
- في الكيمياء – مناصفة بين الأمريكيين روبرت غرابز وريتشارد شروك والفرنسي ايف شوفان.
- في الطب – الأستراليان باري مارشال وروبن وارن.
- في الأدب – البريطاني هارولد بنتر.
- في السلام – المصري محمد البرادعي والوكالة الدولية للطاقة الذرية.
- في الاقتصاد – الإسرائيلي روبرت أومان والأمريكي توماس شيلينغ.

### جائزة الملك فيصل العالمية
- في خدمة الإسلام – مناصفة بين السعودي أحمد محمد علي ومؤسسة الحريري.
- في الدراسات الإسلامية – البريطانية كارول هيلينبراند.
- في اللغة العربية والأدب – لم تمنح.
- في الطب – مناصفة بين البريطانيان ريتشارد دول وريتشارد بيتو.
- في العلوم – مناصفة بين الأمريكيان فيديريكو كاباسو وفرانك ويلكزك والنمساوي أنطون زيلينغر.